# Dransfeld
Dransfeld é uma cidade da Alemanha localizada no distrito de Göttingen, estado da Baixa Saxônia.
É membro e sede do Samtgemeinde de Dransfeld.